# Caligus patulus
Caligus patulus is een eenoogkreeftjessoort uit de familie van de Caligidae. De wetenschappelijke naam van de soort is voor het eerst geldig gepubliceerd in 1937 door Wilson C.B..